# Внори-Ванди
Внори-Ванди (пол. Wnory-Wandy) — село в Польщі, у гміні Кобилін-Божими Високомазовецького повіту Підляського воєводства.
Населення — 111 осіб (2011).
У 1975-1998 роках село належало до Ломжинського воєводства.

## Демографія
Демографічна структура станом на 31 березня 2011 року:
|          | Загалом | Допрацездатний вік | Працездатний вік | Постпрацездатний вік |
| -------- | ------- | ------------------ | ---------------- | -------------------- |
| Чоловіки | 59      | 13                 | 37               | 9                    |
| Жінки    | 52      | 14                 | 20               | 18                   |
| Разом    | 111     | 27                 | 57               | 27                   |